# Liste der Monuments historiques in Réaumur
Die Liste der Monuments historiques in Réaumur führt die Monuments historiques in der französischen Gemeinde Réaumur auf.

## Liste der Bauwerke
| Bezeichnung        | Beschreibung                  | Standort | Kennzeichnung | Schutzstatus | Datum          | Bild           |
| ------------------ | ----------------------------- | -------- | ------------- | ------------ | -------------- | -------------- |
| Château du Lac     | Schloss, erbaut 1878          | (Lage)   | PA85000025    | Inscrit      | 2006           |                |
| Kirche Notre-Dame  |                               | (Lage)   | PA00110208    | Inscrit      | 1927           | weitere Bilder |
| Ehemaliges Priorat | Erbaut ab dem 13. Jahrhundert | (Lage)   | PA85000004    | Inscrit      | 1996 2008 2009 |                |